# Notre problème à tous
Notre problème à tous (titre original : The Problem We All Live With) est une illustration du peintre américain Norman Rockwell, initialement publiée dans le magazine Look le 14 janvier 1964 durant le mouvement des droits civiques aux États-Unis.

## Description

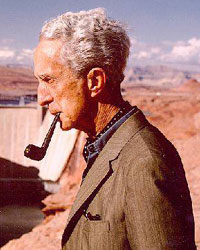
Norman Rockwell en 1968.

Le tableau est une huile sur toile qui mesure 91,4 × 147,3 cm. Il représente Ruby Bridges, une jeune Afro-Américaine, alors âgée de six ans, qui se rend dans une école de La Nouvelle-Orléans fréquentée uniquement par des enfants blancs, le 14 novembre 1960, lors du processus de déségrégation des Noirs et des Blancs. À cause des menaces proférées à son égard, elle est escortée par quatre adjoints du marshal chargés de sa protection ; la peinture est cadrée de sorte que les corps des représentants de l'autorité soient coupés aux épaules et, donc, que leurs visages n'apparaissent pas,. Sur le mur en arrière-plan apparaît le mot « Nigger » (« Nègre ») — une violente injure raciale — ainsi que l’inscription « KKK », sigle du Ku Klux Klan. Une tomate écrasée sur le mur est également visible. La foule qui assiste à la scène n'est pas représentée, le point de vue adopté par le peintre étant le sien.

## Contexte

### La situation des Afro-Américains dans les États du Sud
À partir des années 1870, les Afro-Américains vivant dans le Sud des États-Unis subissent des discriminations : ils ne peuvent pas voter librement et ne sont pas considérés comme des citoyens. Ils subissent également la ségrégation raciale : dans les services publics (établissements scolaires, hôpitaux, transports,etc.) et les lieux publics (restaurants, cafés, théâtre, salles d'attente, stades, toilettes…), ils ne doivent pas côtoyer les Blancs. Ils n'ont pas le droit de fréquenter les mêmes écoles par exemple : c'est la ségrégation scolaire.
À partir des années 1950, cette situation change : en 1954, la ségrégation scolaire est interdite dans les écoles publiques. En 1964, toutes formes de ségrégations et de discriminations reposant sur la race, la couleur, la religion, le sexe ou l’origine nationale sont définitivement abolies. Ces réformes sont le résultats de l'engagement de personnes comme Rosa Parks ou Martin Luther King et du mouvement pour les droits civiques. Norman Rockwell a participé également à ce mouvement en créant The problem we all live with. Elles se sont heurté à des résistances de la part de certains Blancs et à des violences : par exemple l'assassinat de trois militants pour les droits civiques en juin 1964 dans le Mississippi par des membres de l'organisation raciste du Ku Klux Klan.

### Histoire de l'œuvre

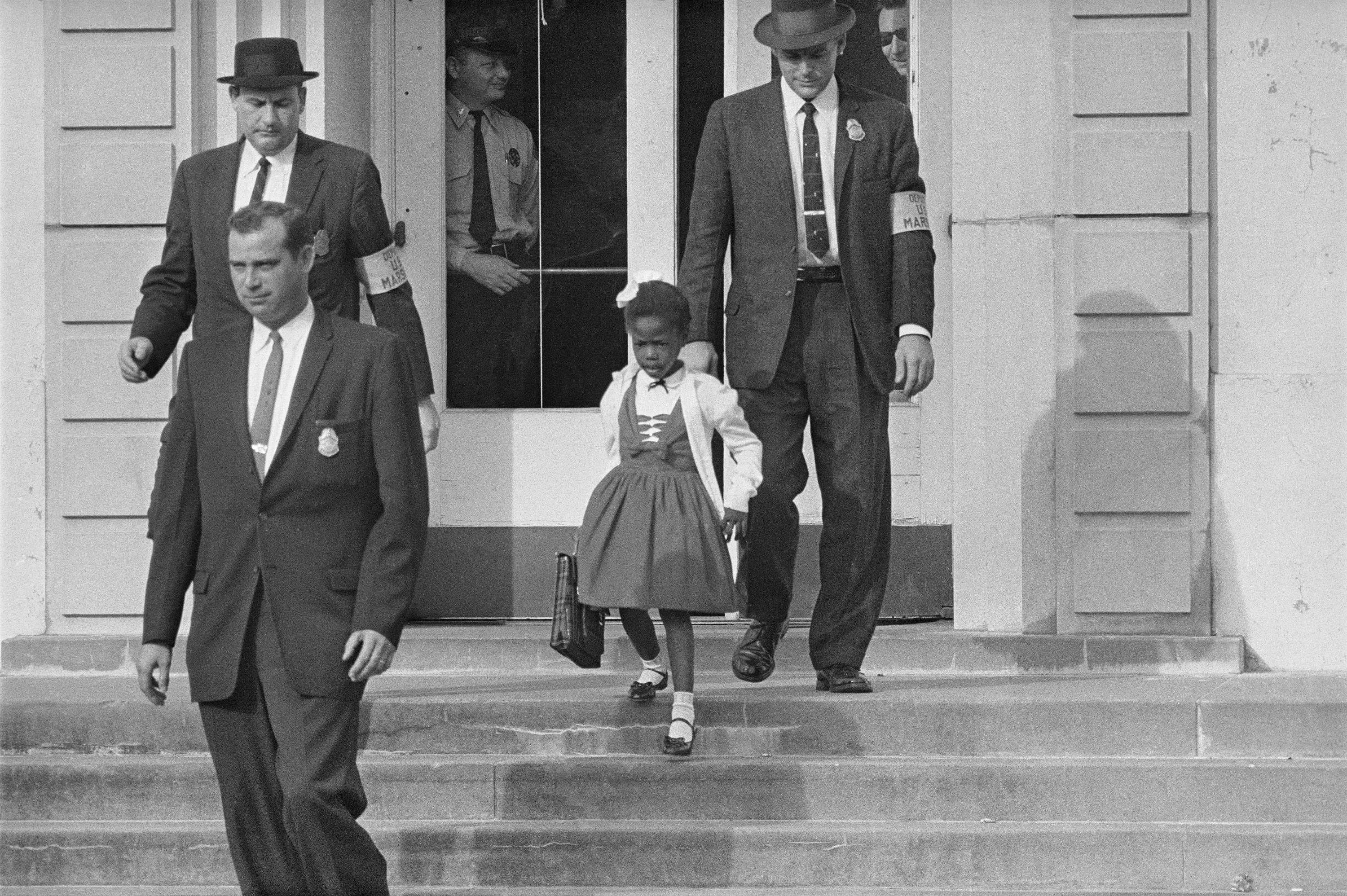
Ruby Bridges sort de son école escortée par des agents du maintien de l'ordre : cette scène est l'inspiration directe de Rockwell.

Ce tableau a la valeur d'un symbole dans l'histoire du Mouvement des droits civiques. Il fut initialement publié dans le magazine Look du mercredi 14 janvier 1964. 
Norman Rockwell avait mis fin l'année précédente au contrat qui le liait au Saturday Evening Post, du fait de la frustration accumulée face aux limites que lui imposait le magazine dans la représentation qu'il voulait faire de thèmes politiques, et Look lui offrit au contraire une tribune pour y mettre en avant son intérêt pour des questions de société, y compris les droits civiques et l'intégration des Noirs et des Blancs.
Le tableau fait partie de la collection permanente du musée Norman Rockwell, à Stockbridge, dans le Massachusetts. À la suite de la demande du président Barack Obama, il a été prêté à la Maison-Blanche de juin à octobre 2011, à l'occasion du 50e anniversaire de la marche escortée de Ruby Bridges.